# Paphos

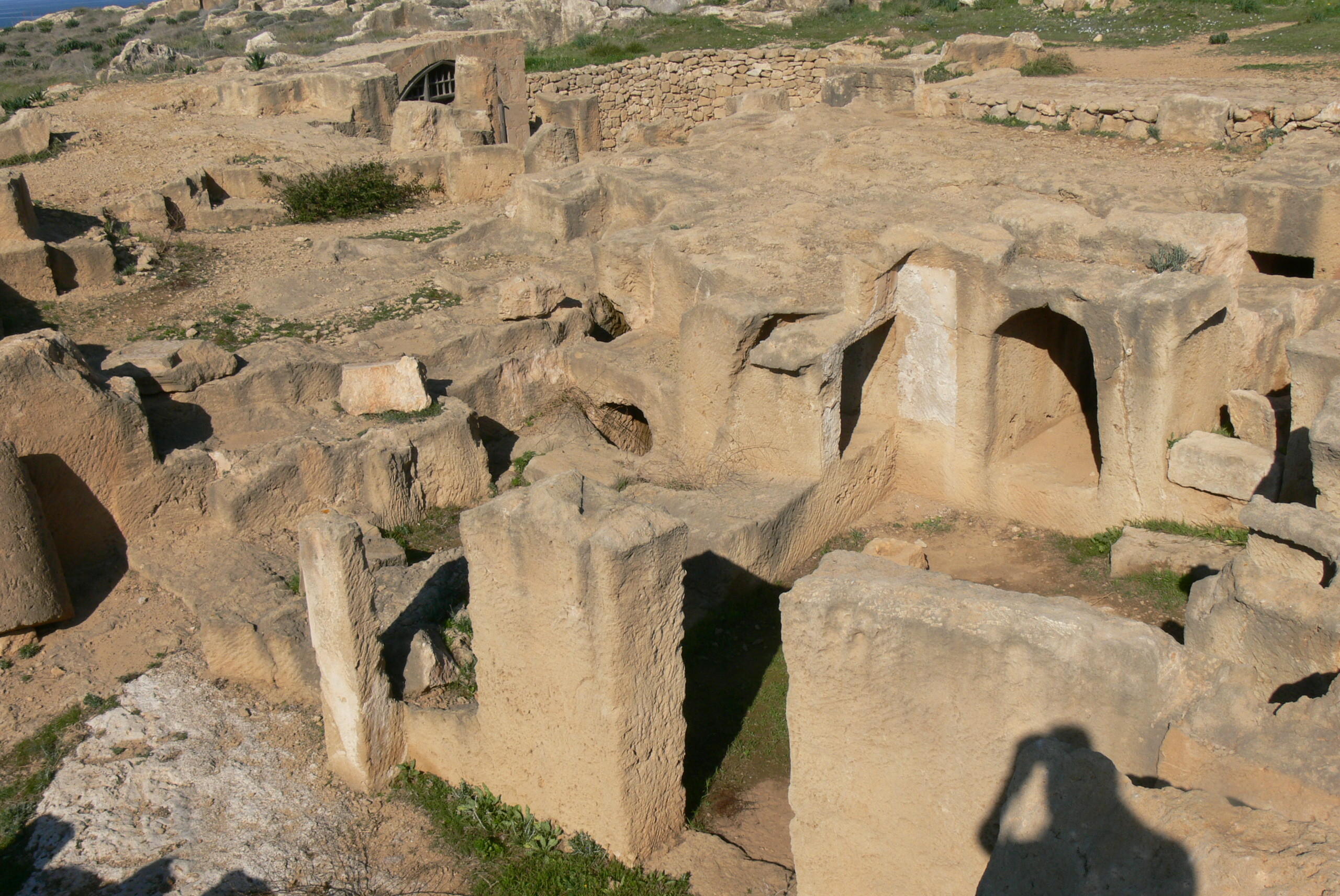
de "Tombes van de Koningen"

Paphos of Pafos (Grieks: Πάφος, Páfos, Turks: Baf) is een havenstad op Cyprus, gelegen in het zuidwesten van het eiland, aan de Middellandse Zee. In 2011 had de stad ongeveer 33.000 inwoners en met de voorsteden erbij 66.000. Paphos is de hoofdstad van de westelijke regio van Cyprus. Vanwege de archeologische waarde ervan staat de hele stad op de werelderfgoedlijst van de UNESCO.
Paphos is geliefd bij toeristen. Het toerisme is ook een belangrijke bron van inkomsten voor de stad. De stad heeft stranden en verder is de natuur in en rond het Troodosgebergte rijk aan vegetatie en bezienswaardigheden.
Men onderscheidt Kato Paphos (Beneden-Paphos) en Pano Paphos (Ktima ofwel Boven-Paphos).
Paphos heeft een internationaal vliegveld, waar chartervluchten op vliegen. Dit ligt zuidoostelijk van de stad. De haven van Paphos heeft een beperkte rol:  scheepvaart gaat via de haven van Limasol. Evengoed is de marina van Paphos voor jachten en dergelijke van belang. Er is geen spoorlijn op het eiland, per bus kan men andere plaatsen van het eiland bereiken.
Niet ver van de stad steekt de rots van Aphrodite (Petra tou Romiou) uit de zee op. Volgens legendes zou Aphrodite, de godin van de schoonheid, hier geboren zijn uit de golven van de zee. De naam Petra tou Romiou betekent letterlijk Rots van de Romeinen in het Grieks.

## Beknopte geschiedenis van Paphos
Wat tegenwoordig Palea Paphos (Grieks voor oud Paphos) wordt genoemd, is niet onderdeel van de stad zelf, maar is de plaats waar de ruïnes van de oude stad zijn gevonden, bij het dorp Kouklia. In deze stad zou de Fenicische godin Astarte vereerd zijn, en mogelijk is zij door Myceneërs of Feniciërs gesticht. In feite bestond het huidige Paphos (Nea Paphos), dat niet ver van Palea Paphos lag, ook al in de oudheid.
Tijdens het Hellenistische tijdperk is Paphos lange tijd hoofdstad van het eiland geweest, in plaats van Salamis, de vroegere hoofdstad.
De apostel Paulus en Jezus' volgeling Barnabas zouden volgens het christelijke Bijbelboek Handelingen Paphos hebben bezocht.

## Klimaat
| Maand                  | jan  | feb  | mrt  | apr  | mei  | jun  | jul  | aug  | sep  | okt  | nov  | dec  | Jaar |
| ---------------------- | ---- | ---- | ---- | ---- | ---- | ---- | ---- | ---- | ---- | ---- | ---- | ---- | ---- |
| Gemiddeld maximum (°C) | 17,0 | 16,9 | 18,5 | 21,3 | 24,4 | 27,7 | 29,9 | 30,4 | 28,8 | 26,6 | 22,4 | 18,6 | 23,5 |
| Gemiddeld minimum (°C) | 8,0  | 7,6  | 8,7  | 11,3 | 14,5 | 17,8 | 20,4 | 21,0 | 18,8 | 16,4 | 12,6 | 9,7  | 13,9 |
|                        |      |      |      |      |      |      |      |      |      |      |      |      |      |
| Neerslag (mm)          | 94   | 69   | 49   | 24   | 10   | 1    | 0    | 0    | 2    | 31   | 52   | 98   | 430  |
| Bron: WeerOpReis.com   |      |      |      |      |      |      |      |      |      |      |      |      |      |

## Bezienswaardigheden in en rondom Paphos
- Haven met het fort
  - Kasteel van Paphos
- Archeologisch park van Paphos met restanten van de Griekse en Romeinse bewoning
  - Huis van Dionysos met mozaïeken
- Byzantijns museum
- Etnografisch museum
- Rots van Aphrodite (Petra tou Romiou)
- Tombes van de Koningen (necropolis)

## Verkeer en vervoer
Luchthaven Paphos is de luchthaven van Paphos.

## Sport
Paphos FC is de betaaldvoetbalclub van Paphos en speelt op het hoogste Cypriotische niveau, de A Divizion.

## Stedenbanden
- Korfoe (Griekenland)

## Geboren
- Rauf Denktaş (1924-2012), Turks-Cypriotisch politicus
- Kyriacos Mavronicholas (1955), Europarlementariër

## Voetnoten

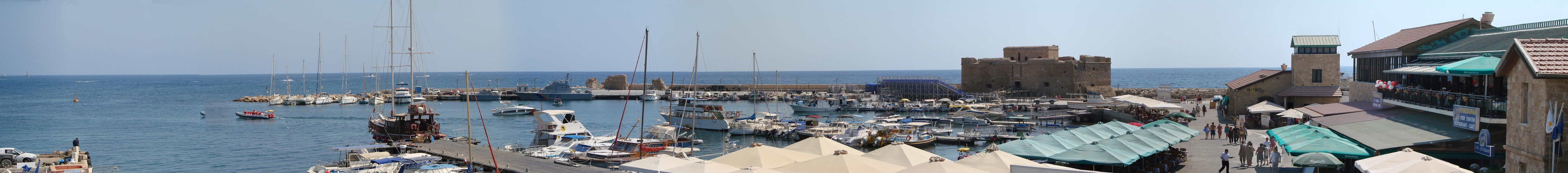
Panorama haven van Paphos

1. ↑  https://www.weeropreis.com/Paphos/per-maand/

- Gemeinsame Normdatei: 4104677-8
- Nationale Bibliotheek van Tsjechië: ge422297
- Nationale Bibliotheek van Israël: 987007555438905171
- Virtual International Authority File: 245017454

Kition · Amathus · Kourion · Paphos · Marion · Soloi · Lapithos · Kerynia · Salamis · Tamassos · Ledrai · Idalion · Chytroi